# Stazione di Aomi
La Stazione di Aomi (青海駅?, Aomi-eki) è una stazione ferroviaria di Tokyo, si trova sull'isola di Odaiba nel quartiere di Kōtō e serve il people mover Yurikamome. Dalla stazione è possibile accedere ai centri commerciali di Venus Fort/ Palette Town e al porto per i traghetti di Tokyo.

## Linee

### People Mover
- Yurikamome